# San Nicolás (Copán)
San Nicolás es un municipio del departamento de Copán en la República de Honduras. Según la proyección de 2020, tiene una población de 8,488 habitantes.

## Origen
Antiguamente San Nicolás fue una hacienda llamada “San Nicolás de la Majada”, de propiedad de personas llegadas de Gracias. La población fue creciendo y se constituyó en aldea. Su nombre es en honor a Nicolás de Tolentino, santo de la Iglesia católica.

## Límites
Está situado en la parte septentrional del departamento de Copán y su cabecera se encuentra sobre el trazo de la carretera de occidente.
| Orientación | Límite                                 |
| ----------- | -------------------------------------- |
| Norte       | Municipio de Nueva Arcadia, Copán      |
| Sur         | Municipio de Trinidad de Copán, Copán  |
| Este        | Municipio de Protección, Santa Bárbara |
| Oeste       | Municipio de La Jigua, Copán           |

san Nicolás

## Historia
Se cree que fue fundado en 1835.
En el censo de 1887 figuraba como Municipio del Círculo de Trinidad. :::

## División Política
Aldeas: 9 (2013)
Caseríos: 51 (2013)
| Código | Aldea                                |
| ------ | ------------------------------------ |
| 041901 | San Nicolás (cabecera del municipio) |
| 041902 | Buena Vista o El Tablón              |
| 041903 | El Achiotal                          |
| 041904 | El Modelo                            |
| 041905 | El Porvenir                          |
| 041906 | Nueva Concepción del Carmen          |
| 041907 | Cerro Redondo                        |
| 041908 | El Carrizal                          |
| 041909 | Santa Teresa                         |
|        | Las Brisas                           |
|        | La Puerta                            |